# وادي التركمان
وادي التركمان هي إحدى القرى اللبنانية من قرى قضاء الهرمل في محافظة بعلبك الهرمل.